# Kaiser Permanente
Кайзер Перманенте (англ. Kaiser Permanente, KP) — американська мережа охорони здоров'я зі штаб-квартирою в Окланді, Каліфорнія, що засновано 1945 року промисловцем Генрі Кайзером й лікарем Сідні Гарфілд. Кайзер Перманенте складається з трьох окремих, але взаємозалежних інститутів: «Кайзер фонд медичної страховки» (KFHP) та її регіональні дочірні підприємства; «Кайзер фундація лікарень» та регіональних «Перманенте медичні групи».
Станом на 2017, Кайзер Перманенте діє у 8 штатах (Гаваї, Вашингтон, Вірджинія, Джорджія, Орегон, Каліфорнія, Колорадо, Меріленд) та в окрузі Колумбія, і є найбільшою організацією керованої медичної допомоги у Сполучених Штатах.
На жовтень 2017 року, Кайзер Перманенте нараховує 11,7 мільйони власників медичної страховки Кайзер плану; 208975 співробітників, 21275 лікарів, медсестер 54072, 39 медичні центри, 720 медичних установ. Станом на 31 грудня 2017 року, некомерційні «Кайзер фонд медичного страхування» й «Фонду Кайзер лікарень» повідомили про отримані $3,8 млрд чистого прибутку й $72,7 млрд обороту. Кайзер Фонд медичного страхування є одним з найбільших некомерційних організацій в США.
Якості медичної допомоги Кайзер Перманенте високо оцінюється й віднесено до сильного акценту на профілактику, її лікарі на окладі, а не на основі плати за послуги, намагаються звести до мінімуму час, що пацієнти проводять у дорогих лікарнях, ретельно плануючи їх перебування у них. Проте, Кайзер неодноразово стикався з цивільною та кримінальною відповідальністю за фальсифікацію записів, ігнорування пацієнтів, з боку регулюючих органів за якість надаваного догляду, особливо для хворих з пригніченою психікою, а також за розмір готівкових резервів.

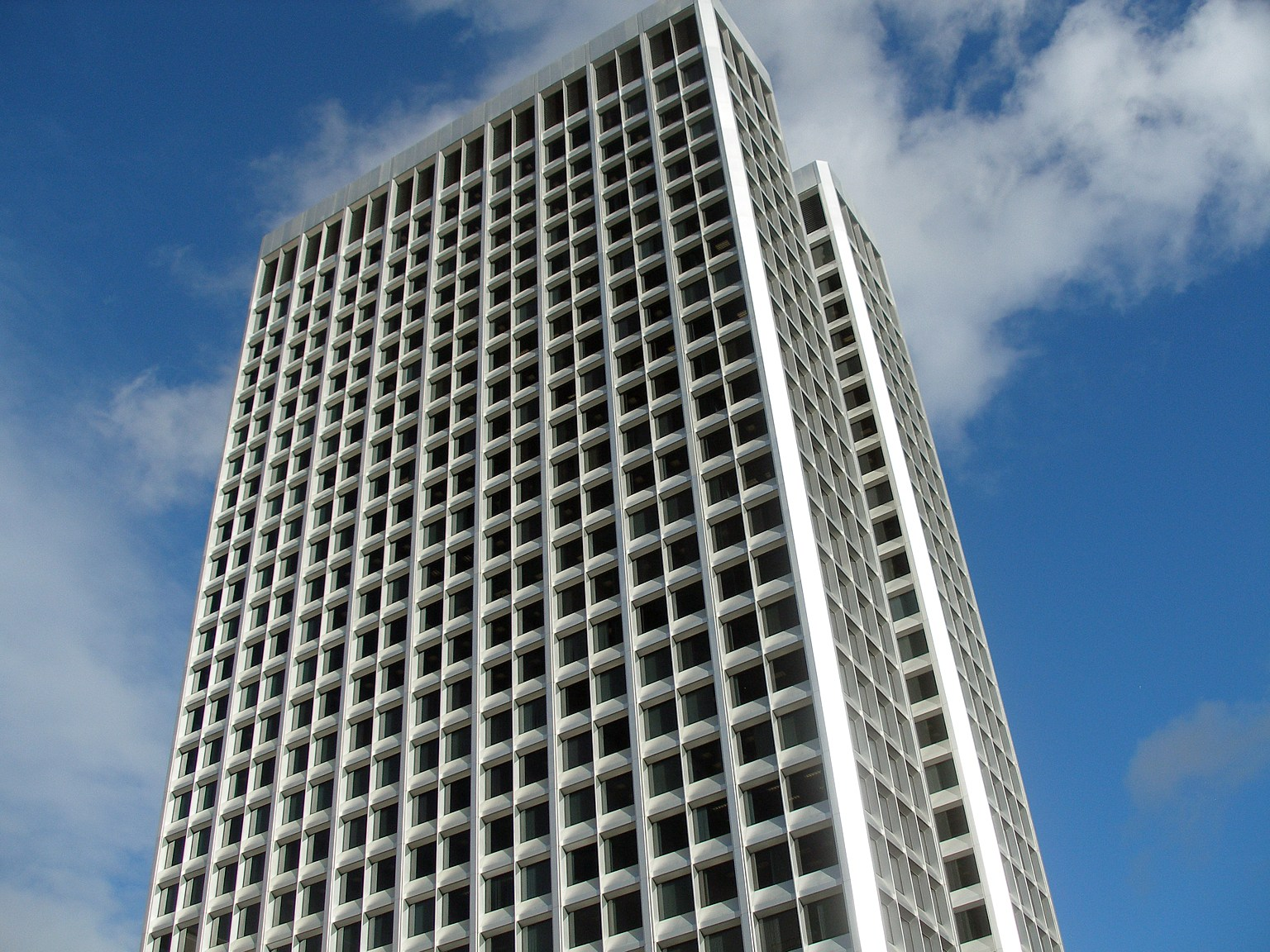
Кайзер Перманенті в штаб-квартирі (в Ордуей будівлі в центрі міста Окланд)
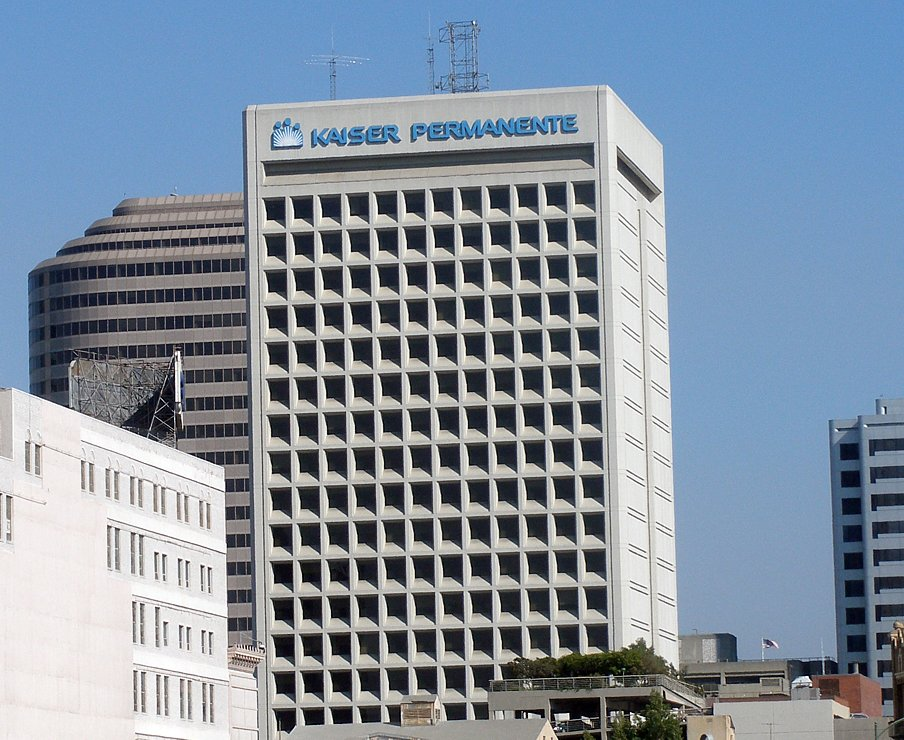
Один з шести кайзерівської інших офісних будівель в Окланді
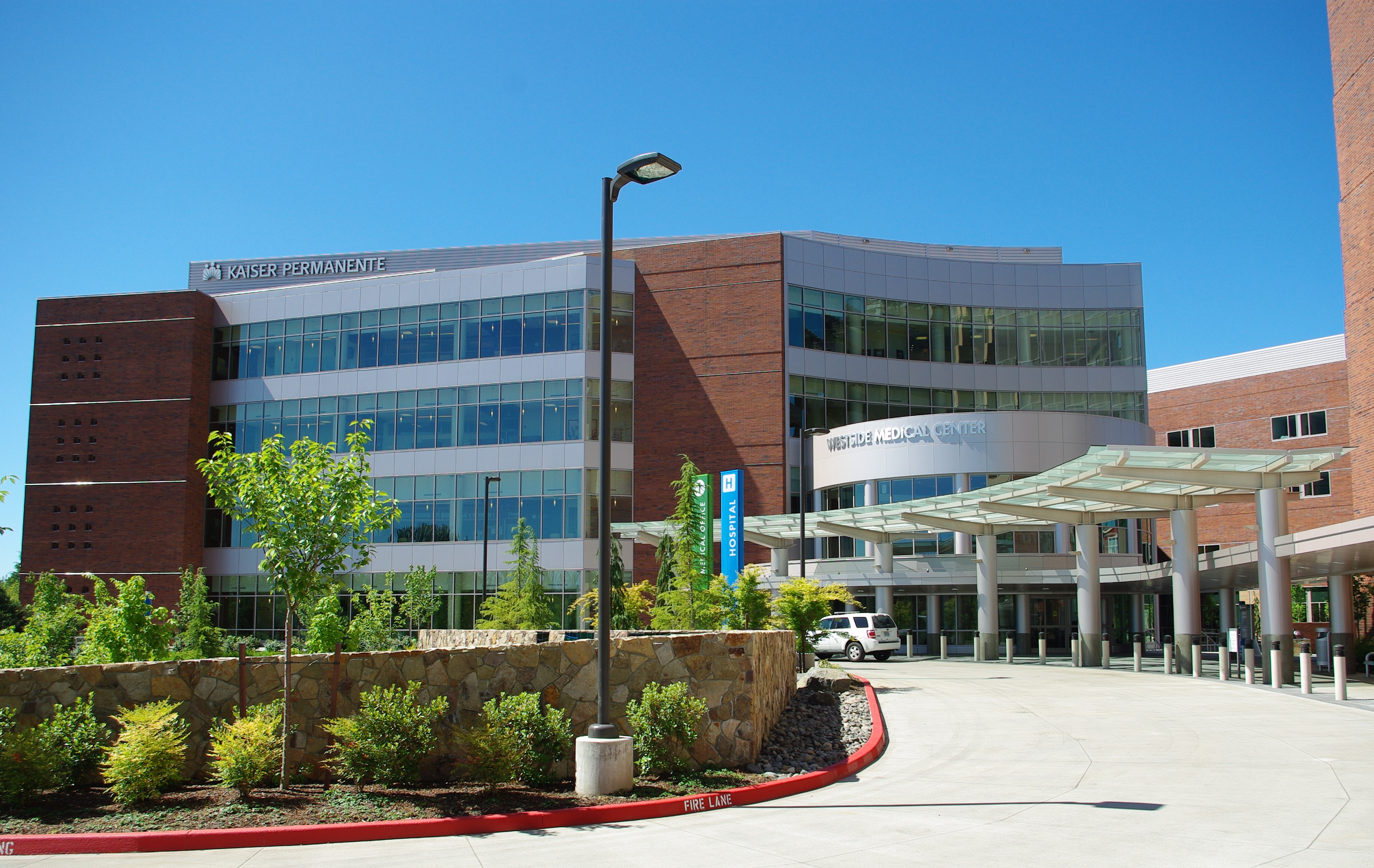
Медичний центр Кайзер Вестсайд (Портланда) у місті Гілсборо, штат Орігон
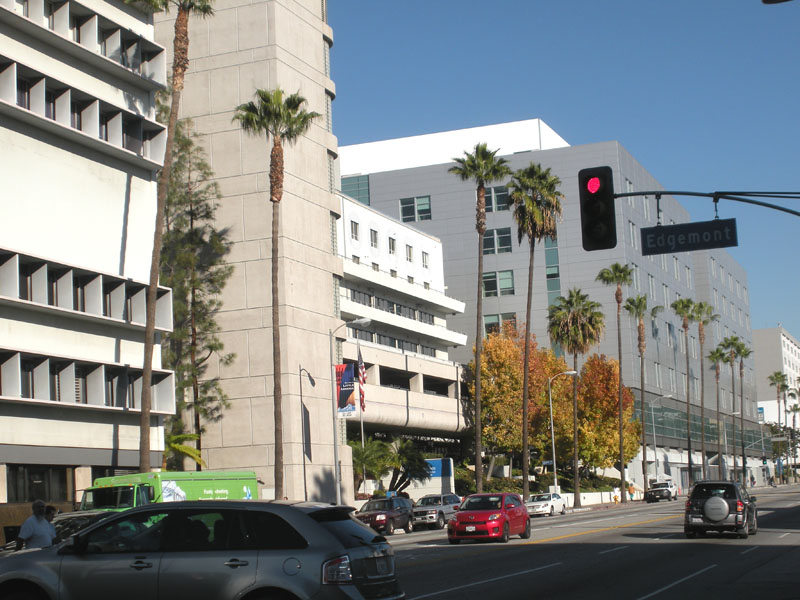
Лікарняний комплекс Кайзер Сансет в Лос-Анджелесі, штат Каліфорнія